# 28726 Kailey-Steiner
28726 Kailey-Steiner este un asteroid din centura principală de asteroizi.

## Descriere
28726 Kailey-Steiner este un asteroid din centura principală de asteroizi. A fost descoperit pe 6 aprilie 2000 la Socorro, New Mexico, în cadrul proiectului LINEAR. Asteroidul prezintă o orbită caracterizată de o semiaxă mare de 2,67 ua, o excentricitate de 0,07 și o înclinație de 4,0° în raport cu ecliptica.